# Giuseppe Sarti
Giuseppe Sarti (Faenza, 1º dicembre 1729 – Berlino, 28 luglio 1802) è stato un compositore italiano del periodo del Classicismo.

## Biografia
Compì i suoi studi musicali presso Padre Giovanni Battista Martini, e sotto Francesco Antonio Vallotti a Padova, e fu nominato organista della cattedrale di Faenza prima del compimento del diciannovesimo anno di età. Rinunciò a tale posto nel 1750 per dedicarsi completamente allo studio della musica drammatica, divenendo direttore del Teatro di Faenza nel 1752. Si è creduto per lungo tempo che Pompeo in Armenia fosse la sua prima opera ma non esiste cronaca dell'epoca che ne dia traccia. Il suo primo lavoro certo è Il re pastore, andato in scena a Pesaro nel 1752. Nel 1753 si aggregò alla compagnia teatrale di Pietro Mingotti, diretto a Copenaghen, dove manda in scena durante il Carnevale del 1754 la prima versione del Vologeso, e il 21 dicembre 1754 il Ciro riconosciuto, che ottenne immediato successo non solo nella capitale danese. Il re Federico V di Danimarca nel 1755 gli conferì il posto di Hofkapellmeister, con il quale fra il 1757 e il 1758 compose 49 sinfonie; e direttore del teatro dell'opera.
Nel 1765 fece ritorno in Italia per ingaggiare nuovi cantanti: ma la contemporanea morte del re Federico mise fine alla sua permanenza in terra danese. Nel 1769 si recò a Londra, dove per mantenersi fu costretto a dare lezioni di musica.
Nel 1779 fu nominato maestro di cappella della cattedrale di Milano, dove rimase fino al 1784: qui poté di nuovo esprimere la propria vocazione alla composizione, scrivendo un'altra ventina di opere di successo, nonché musica sacra per gli offici della cattedrale; inoltre si occupò dell'istruzione di alcuni allievi, fra cui Luigi Cherubini.
Nel 1784 Sarti venne invitato dall'imperatrice Caterina II di Russia a San Pietroburgo: durante il viaggio si fermò a Vienna, dove l'imperatore Giuseppe II lo ricevette con grandi onori, e dove conobbe Wolfgang Amadeus Mozart. Giunse finalmente nella città russa nel 1785, e subito, in qualità di direttore dell'Opera, compose nuovi pezzi e anche brani di musica sacra, tra cui un Te Deum per la vittoria di Ochakov nella guerra russo-turca (1787-1792), nel quale introdusse gli spari di un cannone vero.
Sarti rimase in Russia sino al 1801, quando la sua salute era divenuta così malferma che chiese il permesso di lasciare il Paese: l'imperatore Alessandro I lo congedò nel 1802 accordandogli una generosa pensione; in precedenza, Caterina II gli aveva accordato il titolo nobiliare. Le opere maggiori del periodo russo furono Armida e Rinaldo e Gli inizi del governo di Oleg (Nachal'noye upravleniye Olega), quest'ultima su libretto della stessa imperatrice Caterina. Sarti morì a Berlino sulla via del ritorno verso l'Italia, durante una sosta nella casa della figlia Giuliana e del genero Natale Mussini.

## Produzione
L'opera di Sarti Fra i due litiganti il terzo gode è stata resa immortale da Mozart, che introdusse un'aria tratta da essa nella scena della cena del Don Giovanni. Da notare anche che l'opera mozartiana Le nozze di Figaro deve molto all'influenza sempre della stessa opera, che il compositore austriaco poté ascoltare a Vienna nel 1784: il libretto di Lorenzo Da Ponte presenta situazioni simili, e l'intricato finale del primo atto di Fra i due litiganti il terzo gode servì da modello per Mozart per il finale dell'ultimo atto di Figaro. 21 copie manoscritte coeve di alcuni suoi lavori profani e sacri (soprattutto ouverture, sinfonie e stralci di opere teatrali, e un Miserere a 4 voci) sono conservati nel Fondo musicale Venturi della Biblioteca Comunale di Montecatini Terme.

### Elenco parziale delle opere
- Il re pastore (1752) nel Teatro del Sole di Pesaro
- Vologeso prima versione (1754) nel Teatro reale danese, seconda versione (1765) al Teatro San Benedetto di Venezia
- Ciro riconosciuto (1754) nel Teatro di corte di Copenhagen
- Didone abbandonata prima versione (1762) al teatro reale di Copenhagen, seconda versione (1782) al Teatro alla Scala di Milano
- Alessandro nell'Indie (1766) (libretto di Pietro Metastasio; prima esecuzione in Padova)
- Le gelosie villane (1776)
- Medonte, re di Epiro (1777) al Teatro della Pergola di Firenze
- L'Olimpiade prima versione (1778), seconda versione (1784), con Luigi Marchesi
- Adriano in Siria (1778) al Teatro di Torre Argentina con Giacomo David
- Giulio Sabino (1781) al teatro San  Benedetto di Venezia con Gaspare Pacchierotti
- Alessandro e Timoteo (1782)
- Fra i due litiganti il terzo gode (1782)
- L'Idalide o sia La vergine del sole (1783) nel Teatro alla Scala di Milano con Giacomo David
- Gli amanti consolati (1784) (mai eseguito in tempi moderni)
- Cook, o sia gl'Inglesi in Othaiti (1785)
- Enea nel Lazio (1799)

Sonate per strumento a tastiera e altri strumenti (dal catalogo tematico Satta)
- S. I: 1 Sonata in re magg. per clavicembalo e violino o flauto concertante (edizione facsimile, SPES 1989)
- S. I: 2 Sonata in re magg. per violino e clavicembalo (manca il violino)
- S. I: 3 Sonata in mi min. per clavicembalo e violino o flauto concertante (edizione facsimile, SPES 1989)
- S. I: 4 Sonata in sol magg. per clavicembalo e violino o flauto concertante (edizione facsimile, SPES 1989)

Sonate per strumento a tastiera (dal catalogo tematico Satta)
- S. II: 1 Sonata in do magg. per clavicembalo (edizione moderna, Ricordi 1979)
- S. II: 2 Sonata in re magg. per clavicembalo (edizione moderna con facsimile, Esarmonia 2008)
- S. II: 2a Sonata in re magg. per organo (edizione moderna con facsimile, Esarmonia 2009)
- S. II: 3 Sonata in re magg. per clavicembalo (edizione moderna con facsimile, Esarmonia 2008)
- S. II: 4 Sonata in re magg. per clavicembalo (edizione moderna con facsimile, Esarmonia 2008)
- S. II: 5 Sonata in re magg. per clavicembalo (edizione moderna con facsimile, Esarmonia 2009)
- S. II: 6 Sonata in re magg. per clavicembalo (manoscritto incompleto)
- S. II: 7 Sonata in mi bem. magg. per clavicembalo (edizione moderna con facsimile, Esarmonia 2009)
- S. II: 8 Sonata in fa magg. per clavicembalo (edizione moderna, Eurarte 2002)
- S. II: 9 Sonata in sol magg. per clavicemablo (edizione moderna, Ricordi 1979)
- S. II: 10 Sonata in sol magg. per clavicembalo (edizione moderna, Ricordi 1979)
- S. II: 11 Sonata in sol magg. per clavicembalo (edizione moderna, Eurarte 2002)
- S. II: 12 Sonata in sol magg. per clavicembalo (edizione moderna con facsimile, Esarmonia 2008)
- S. II: 13 Sonata in sol magg. per clavicembalo (edizione moderna con facsimile, Esarmonia 2008)
- S. II: 14 Sonata in re magg. per fortepiano (edizione moderna con facsimile, Esarmonia 2013)